# Pediacus tabellatus
Pediacus tabellatus är en skalbaggsart som beskrevs av Thomas Vernon Wollaston 1864. Pediacus tabellatus ingår i släktet Pediacus och familjen plattbaggar. IUCN kategoriserar arten globalt som otillräckligt studerad. Inga underarter finns listade i Catalogue of Life.